# Restio sieberi
Restio sieberi är en gräsväxtart som beskrevs av Carl Sigismund Kunth. Restio sieberi ingår i släktet Restio och familjen Restionaceae. Inga underarter finns listade i Catalogue of Life.